# 伊万·莫斯克温
伊万·米哈伊洛维奇·莫斯克温（俄语：Иван Михайлович Москвин；1890年1月16日（28日）—1937年11月27日）他是苏联共产党中央委员会书记处成员，1925年，联共布十四大时与尼古拉·叶若夫相识，1926年将其引入苏共中央。1937年被捕遭到枪决，1956年平反并恢复党籍。